# Rémy Scheurer

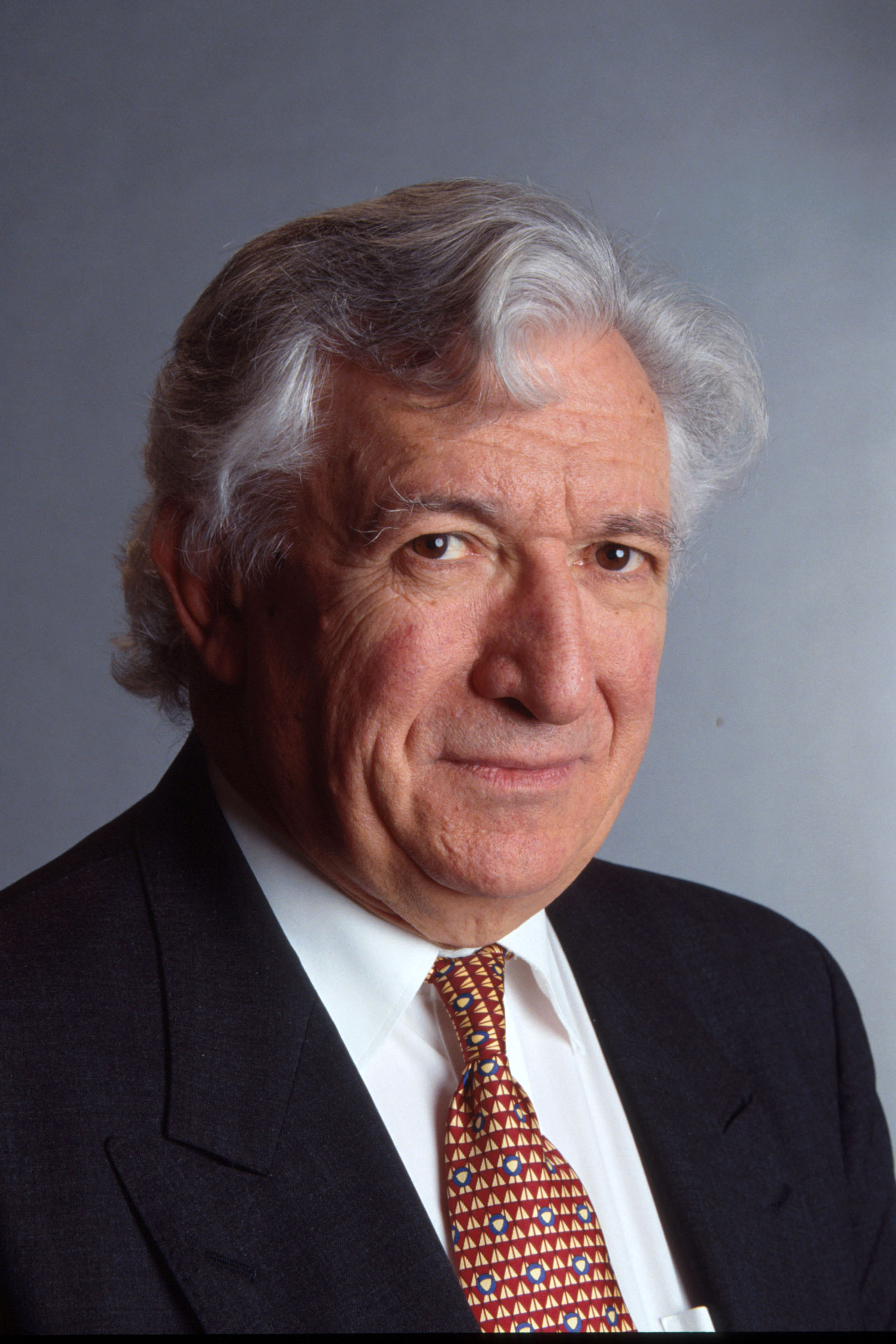
Rémy Scheurer

Rémy Scheurer (* 11. März 1934 in Neuenburg) ist ein Schweizer Politiker aus dem Kanton Neuenburg.

## Leben
Er erwarb 1957 den Lic. phil. an der Universität Neuenburg und besuchte von 1958 bis 1962 die École nationale des chartes in Paris. Von 1962 bis 1971 war er Geschichtslehrer am Gymnasium Neuenburg, zwischenzeitlich Stipendiat des Fonds national suisse de la recherche scientifique. Von 1971 bis 1999 war er Professor für Geschichte des Mittelalters und der Renaissance an der Universität Neuenburg (1987–1991 Rektor). Von 1991 bis 2003 war er Nationalrat der Parti Libéral Suisse.

## Schriften (Auswahl)
- mit Dominique Quadroni: Les finances du Comté de Neuchâtel à la fin du XVIe siècle. Neuenburg 1985, OCLC 605251987.
- Pierre Chambrier, 1542(?)–1609. Aspects de la vie publique et privée d’un homme d’État neuchâtelois. Neuenburg 1988, OCLC 19966997.
- als Herausgeber: Correspondance du Cardinal Jean Du Bellay. Band 5 1549–1550. Paris 2012, ISBN 978-2-35407-137-0.
- als Herausgeber: Correspondance du Cardinal Jean Du Bellay. Band 6 1550–1555. Paris 2015, ISBN 978-2-35407-140-0.